# Lepidosaphes cocculi
Lepidosaphes cocculi är en insektsart som först beskrevs av Green 1896.  Lepidosaphes cocculi ingår i släktet Lepidosaphes och familjen pansarsköldlöss. Inga underarter finns listade i Catalogue of Life.